# Книжкова злодійка
«Книжкова злодійка» (англ. The Book Thief) — воєнна кінострічка, знята режисером Брайаном Персивалем за мотивами роману Маркуса Зузака «Крадійка книжок». Фільм знятий кінокомпанією 20th Century Fox, прем'єра відбулася восени 2013 року. Головні ролі виконують Софі Нелісс, Джеффрі Раш і Емілі Вотсон.
Фільм знятий за однойменним бестселером Маркуса Зузака. 
Слоган: «Відвага без зайвих слів» (англ. Courage beyond words).

## Сюжет
Події фільму розгортаються в нацистській Німеччині, напередодні початку Другої світової війни. Головна героїня – дівчина на ім’я Лізель, яка втратила свою родину у віці дев’яти. Її удочеряють нові батьки, які живуть у Мюнхені. У новій родині вона навчилася читати, і книги стають справжньою пристрастю Лізель.
Читання настільки важливо для неї, що коли нацисти почали палити багаття з шедеврів світової літератури, Лізель наважується красти ці книжки. Література дозволяє їй краще зрозуміти те, що відбувається в її країні і світі, вона розуміє, де брехня, а де правда, і розібратися для себе, що є добро, а що зло.

## В ролях
- Роджер Аллам — оповідач
- Софі Нелісс — Лізель Мемінгер
- Хайке Макач — фрау Мемінгер, мати Лізель
- Готтард Ланге — могильщик
- Кірстен Блок — фрау Гейнріх
- Джеффрі Раш — Ганс Хуберманн, прийомний батько Лізель
- Емілі Вотсон — Роза Хуберманн, прийомна мати Лізель
- Ніко Лірш  — Руді Штайнер
- Гілдегард Шрьодтер — фрау Беккер, вчителька в школі
- Левін Ліам — Франц Дойчер, лідер гітлерюгенд-команди Руді
- Бен Шнетцер — Макс Вандербург
- Сандра Неделефф — мати Макса
- Карина Визе — Барбара Штайнер, мама Руді
- Райнер Бок — бургомистр
- Барбара Ауер — Ільза, дружина бургомистра
- Себастьян Гюльк — агент гестапо
- Маттіас Мачке — Вольфганг

## Виробництво
Пошуки акторки на роль Лізель Мемінгер проводилися по всьому світу. 4 лютого 2013 року було оголошено, що канадська актриса Софі Нелісс була прийнята на роль Лізель, а австралійський актор Джеффрі Раш і британська акторка Емілі Вотсон зіграють її прийомних батьків. Основні зйомки почалися на початку березня 2013 року на Babelsberg Studio в німецькому Бабельсберзі. Перший трейлер був випущений 21 серпня. 
Маркус Зузак, автор бестселера, на якому заснований фільм, підтвердив у своєму блозі, що розповідь буде вестися від імені «Смерті», як і в його романі. Фанати припускали, що Ангел Смерті може бути озвучений невідомим американським актором, голос якого звучав в трейлері. Пізніше було оголошено, що Смерть озвучить британський актор Роджер Аллам, що грав в серіалі «Гра престолів».

## Саундтрек
Музику для фільму написав Джон Вільямс, а альбом, що містить записи, випустила компанія Sony Classical. Альбом був випущений в США 19 листопада 2013 року.
Джон Вільямс вперше з 2005 року працював над музикою для фільму, режисером якого не був Стівен Спілберг.

## Реліз
Спочатку запланований на 2014 рік, обмежений театральний реліз «Книжкової злодійки» був переміщений на 8 листопада 2013 року через дострокове закінчення зйомок і для участі в сезоні кінофестивалів. Прем'єра відбулася на Mill Valley Film Festival 3 жовтня 2013 року, фільм був показаний на Savannah Film Festival 29 жовтня 2013 року. 27 листопада фільм вийшов в широкий прокат.